# توني باترفيلد
توني باترفيلد (بالإنجليزية: Tony Butterfield)‏ هو لاعب دوري الرغبي أسترالي، ولد في 4 فبراير 1966 في Penrith, New South Wales ‏ في أستراليا.